# Giuseppe Amadei
Giuseppe Amadei (Guastalla, 18 marzo 1919 – Guastalla, 6 novembre 2020) è stato un politico italiano, esponente del Partito Socialista Democratico Italiano e parlamentare europeo.

## Biografia
Laureato in lettere e filosofia, fu professore di italiano e latino nei licei. Durante la Seconda guerra mondiale collaborò con il Comitato di Liberazione Nazionale, che lo nominò, dopo la Liberazione, membro della prima giunta comunale di Guastalla.
Si iscrisse, sempre nel 1945, al PSIUP (Partito Socialista Italiano di Unità Proletaria) e alle prime elezioni amministrative, nel 1946, diventò assessore all'Istruzione del comune di Guastalla, segretario della sezione del PSIUP di Guastalla e membro del consiglio di amministrazione della Società Veneta della Ferrovia Parma-Guastalla.
Partecipò alla scissione del PSIUP a Palazzo Barberini, nel 1947, durante la quale sostenne la posizione autonomista di Alberto Simonini e Giuseppe Saragat, sfociata nella fondazione del PSLI (Partito Socialista dei Lavoratori Italiani) da una parte, mentre il PSIUP riprese la denominazione di Partito Socialista Italiano (PSI). Nel 1951 il PSLI e il Partito Socialista Unitario (PSU) si fonderanno in un unico soggetto politico che, nel 1952, assumerà la denominazione di Partito Socialista Democratico Italiano (PSDI).
Nel 1953 Amadei fu segretario provinciale della federazione reggiana del PSDI e membro del Consiglio Nazionale del partito. Nello stesso anno venne nominato segretario particolare e capo della segreteria del Ministro delle Poste e Telecomunicazioni, Alberto Simonini e sindaco della Società Telefonica TIMO.
Il 12 luglio 1960, alla morte di Alberto Simonini, gli succedette come deputato al Parlamento Italiano e da allora fino al 1989 venne eletto ininterrottamente alla Camera dei deputati per otto legislature. Segretario dell'Assemblea Parlamentare e membro dell'Ufficio di Presidenza della Camera dei Deputati, presidente della Commissione Istruzione e Belle Arti della Camera (per sette mesi fra il 1982 e il 1983), vicepresidente dell'Unione Interparlamentare, fu per 25 anni presidente del gruppo parlamentare Italia-Israele e, come tale, partecipò alla prima delegazione parlamentare italiana in visita a Israele. Fu inoltre membro, insieme al pittore e senatore Renato Guttuso, della delegazione parlamentare che visitò più volte l'URSS.
Fu direttore del settimanale "La Giustizia", fondato nel 1886 da Camillo Prampolini e membro della direzione nazionale del PSDI, ne diventò vicesegretario nazionale, all'epoca in cui la segreteria era stata affidata al futuro presidente della Repubblica Giuseppe Saragat. Nel 1960 diventò inoltre presidente dell'Opera Benefica Camillo Prampolini, presidente del Centro di Addestramento Professionale di Reggio Emilia e consigliere comunale di Reggio Emilia. Fu sottosegretario di Stato all'Industria, Commercio e Artigianato nel governo Colombo (1970-1972) e alle Finanze nel II e V Governo Andreotti (1972-73 e 1979), nel IV e V Governo Rumor (1973-74), nel Governo Cossiga I (1979-80), nel Governo Forlani (1980-81) e nel Governo Spadolini I (1981-82).
Fu membro del Consiglio d'Europa e per due legislature nel 1976 e poi nel giugno 1984 fu eletto al Parlamento europeo, diventando prima presidente della Commissione Immunità Parlamentari e poi presidente della Commissione Regolamento e Petizioni. Fu relatore generale per l'ammissione della Grecia nella CEE. Nel 1989, insieme a Pietro Longo, Pier Luigi Romita e altri esponenti socialdemocratici, aderì al Movimento di Unità e Democrazia Socialista (UDS), con il quale nello stesso anno rientrò nel PSI.
Ritiratosi dalla politica attiva nel 1992, non si iscrisse a nessun partito politico. Esperto d'arte moderna e contemporanea, scrisse introduzioni all'opera di pittori e scultori italiani e stranieri per edizioni d'arte. Fu membro di giurie artistiche e cura allestimenti di opere di grandi artisti italiani. Rta presidente del Museo del Comune di Tossicia, di cui fu cittadino onorario.
Compie cento anni il 18 marzo 2019. Muore il 6 novembre 2020 all'età di 101 anni.